# Dmitrij Rigin
Dmitrij Vasil'evič Rigin (in russo Дмитрий Васильевич Ригин?; Krasnojarsk, 10 aprile 1985) è uno schermidore russo.

## Palmarès
- Mondiali

Mosca 2015: argento nel fioretto a squadre.
- Europei

Sheffield 2011: bronzo nel fioretto a squadre.
Strasburgo 2014: bronzo nel fioretto a squadre.
Montreux 2015: argento nel fioretto a squadre.
Toruń 2016: oro nel fioretto a squadre.